# Castelul Herrenchiemsee
Castelul Herrenchiemsee (în germană Schloss Herrenchiemsee) este un castel construit în perioada 1878-1886 de regele Ludovic al II-lea al Bavariei pe insula Herrenchiemsee de pe lacul Chiemsee (cel mai mare lac din Bavaria), la 80 km est de München înspre Salzburg. Aceasta este ultimul dintre castelele lui Ludovic al II-lea al Bavariei și a rămas neterminat.
Regele a decis să construiască un castel inspirat de Castelul de la Versailles de lângă Paris, în semn de admirație față de idolul său, regele francez Ludovic al XIV-lea. Castelul a fost construit sub conducerea arhitectului Georg Dollmann, căruia îi va succeda Julius von Hofmann.

Piața din fața castelului are o suprafață de 5.000 de metri pătrați, aproximativ o zecime din suprafața pieței din fața castelului de  la Versailles. Mănăstirea augustiniană, care a fost transformată ulterior în Palatul Vechi (Altes Schloss), și Palatul Herrenchiemsee, cunoscut de asemenea sub numele de Palatul Nou (Neues Schloss) sunt cele mai mari palate ale lui Ludovic al II-lea.

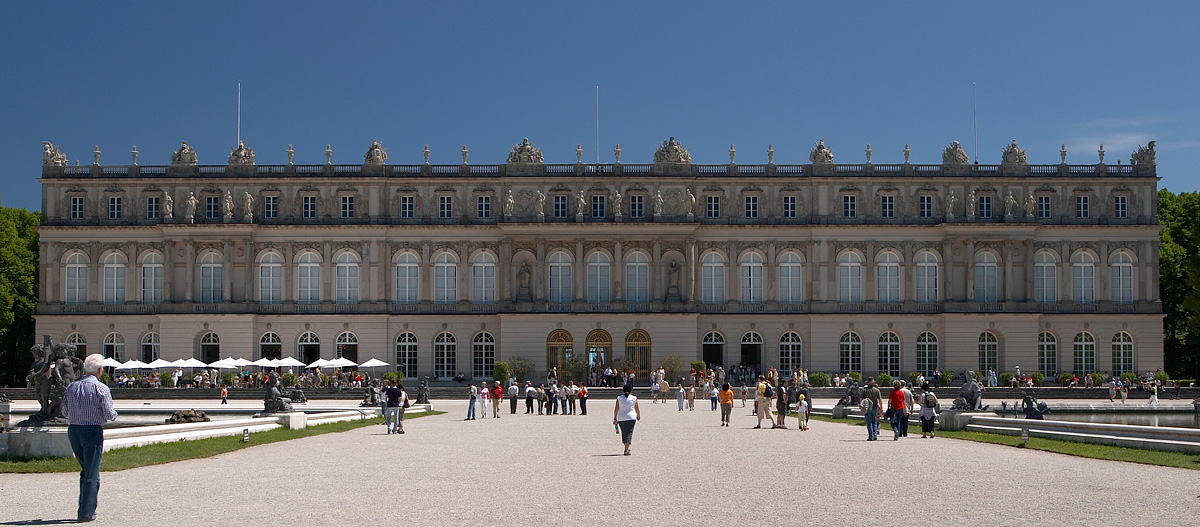
Palatul Nou al regelui Ludovic al II-lea (mai 2005)

Herrenchiemsee a fost ultimul proiect major al lui Ludovic al II-lea. Lucrările au fost sistate odată cu moartea regelui în 1886 și palatul a rămas neterminat. Monarhul nu dorea ca palatele sale să fie accesibile publicului, după moartea sa. Cu toate acestea, împotriva voinței regelui, palatul Herrenchiemsee și grădinile sale au fost deschise pentru vizitatori.
În aripa de sud a palatului a fost amenajat în 1987 un muzeu dedicat regelui Ludovic al II-lea.

## Istoric

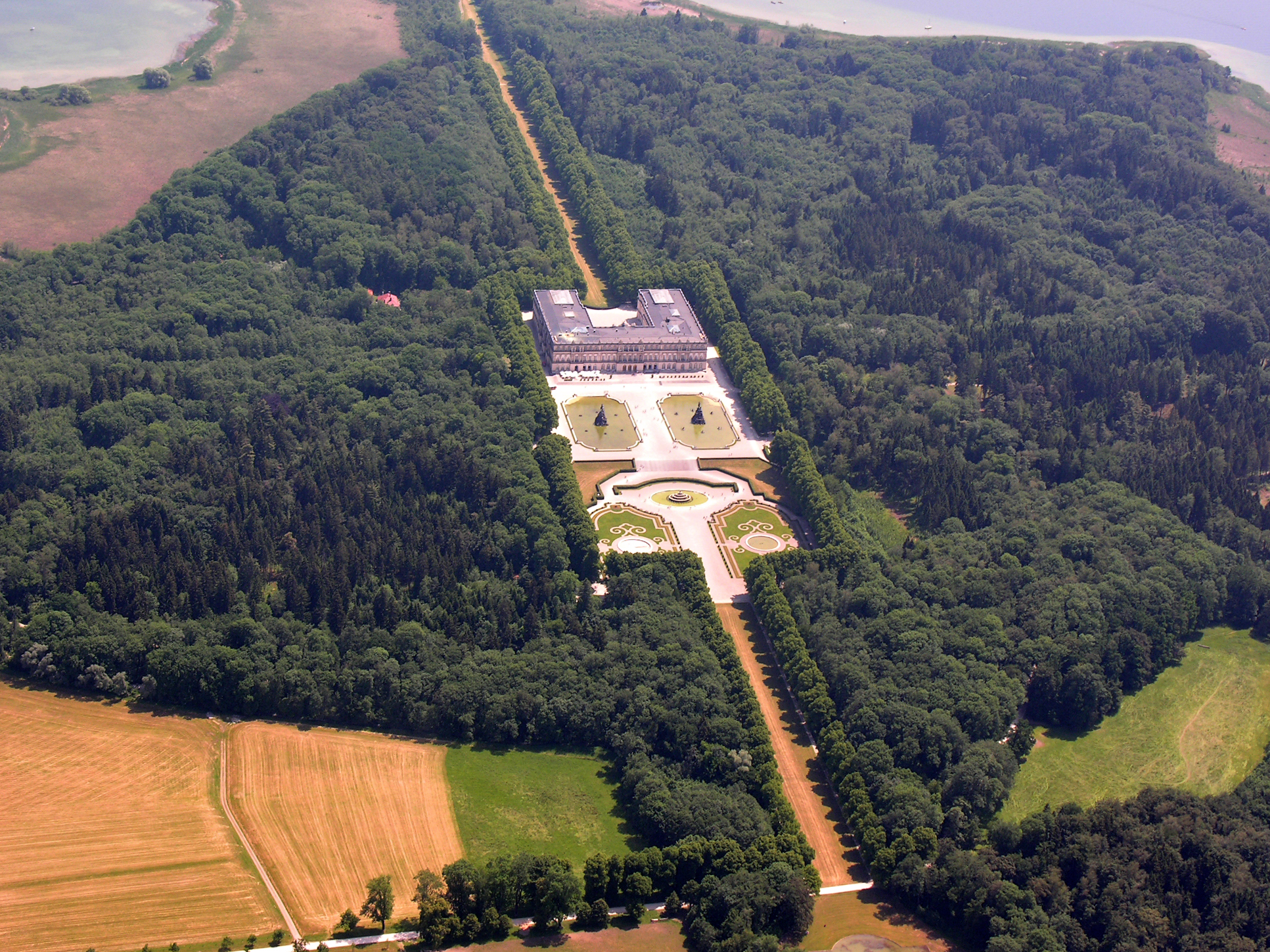
Herrenchiemsee, pe insula Chiemsee

În timpul călătoriei sale în Franța din anul 1867, regele Bavariei a vizitat Castelul de la Versailles și a dezvoltat o admirație pasionată față de regele Ludovic al XIV-lea al Franței. El a decis atunci să construiască o versiune proprie a castelului de la Versailles. Dar Linderhof, inspirat de Trianon, nu a fost în definitiv decât o căsuță de la țară, foarte puțin în raport cu ambiția sa. Ludovic al II-lea a cumpărat în septembrie 1873 insula Herrenchiemsee pentru a începe acolo în 1878 construirea unui imitații bavareze a Castelului de la Versailles, sub conducerea arhitectului Georg Dollmann (autor și al Castelului Linderhof), asistat de Christian Jank și Franz Seit, căruia îi va succeda Julius von Hofmann.
Prima piatră a fost pusă la 31 mai 1878 și lucrările au progresat rapid. Țesăturile și celelalte elemente de decorațiuni interioare fuseseră comandate cu mai mulți ani înainte de începerea construcției. După șapte ani, lucrările au fost oprite din lipsă de bani, dar Ludovic al II-lea a putut să se instaleze în palat, unde a locuit doar 16 de zile în septembrie 1885. Lucrările de construcție au costat 16.579.674 mărci . O monedă de aur de 20 de mărci (1890) conținea 0,2304 uncii troy (7,171 grame) aur. Astfel, suma totală cheltuită era egală cu 190.998 uncii de aur sau aproximativ 125,4 milioane de dolari USD (la valoarea din august 2007).
La scurt timp după moartea regelui în 1886, toate lucrările au fost definitiv oprite. Douăzeci de camere ale palatului ale căror decorațiuni interioare fuseseră finalizate au fost deschise apoi pentru a fi vizitate de public, în scopul de a recupera datoriile uriașe acumulate de Ludovic al II-lea de Bavaria pentru construcția sa. În 1923 prințul Rupert a donat castelul statului Bavaria.

## Arhitectura interioară
Spre deosebire de stilul medieval al Castelului Neuschwanstein a cărui construcție a început în 1869, Castelul Herrenchiemsee a fost construit ca un monument neo-baroc în stilul Castelului de la Versailles, dar fără a fi o copie identică.
După două anticamere, se intră în camera de paradă unde se văd de o parte și de alta a patului două uși care duceau în camera unde se îmbrăca regele și în sala de toaletă, apoi în Sala de Consiliu. Apartamentele de stat se deschid spre Sala Oglinzilor, având la capetele sale saloanele păcii și a războiului, care ocupă partea întreagă din fața palatului, cu o lungime totală de 98 metri, cu 25 de metri mai mare decât modelul original de la Versailles. Apartamentele includ o baie privată, o sufragerie ornată cu un candelabru din porțelan de Meissen și cu o masă care se cobora și urca în subsol printr-un mecanism hidraulic.
Scara Ambasadorilor este replica celei de la Versailles, care a fost demolată în 1752. Scara simetrică nu a fost niciodată finalizată. Au rămas până în prezent mai multe părți neterminate sau încă în construcție. La moartea regelui un număr de 50 din cele 70 de camere ale palatului nu erau complete.
Cu toate acestea, castelul se află în mijlocul unei insule, unde se poate ajunge numai cu un feribot mic. Din acest motiv, Herrenchiemsee rămân mereu în umbra unor castele ca Versailles și Neuschwanstein.

## Grădini
Grădinile castelului sunt decorate cu fântâni arteziene, inclusiv o copie a fântânii Bassin de Latone de la Versailles, și cu statui în stil clasic tipic de la Versailles sau în stil romantic fantezist.

## Imagini

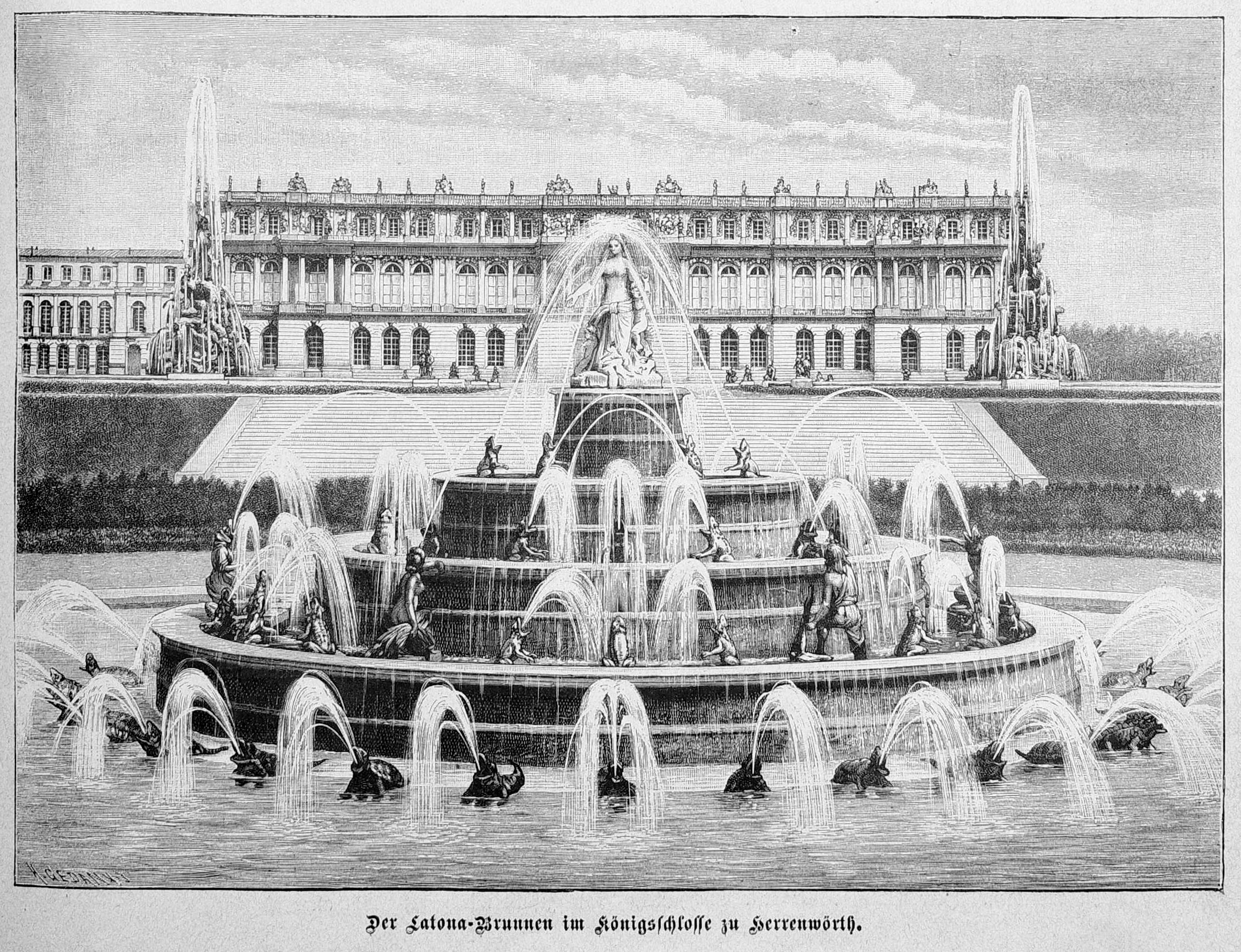
Fotografie din 1887
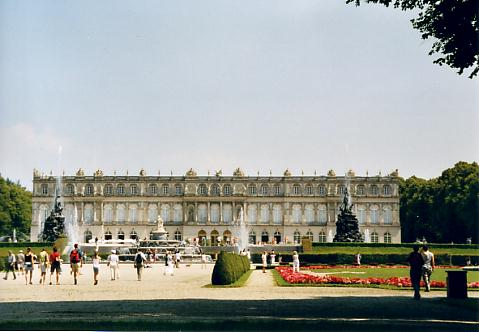
Fațada castelului
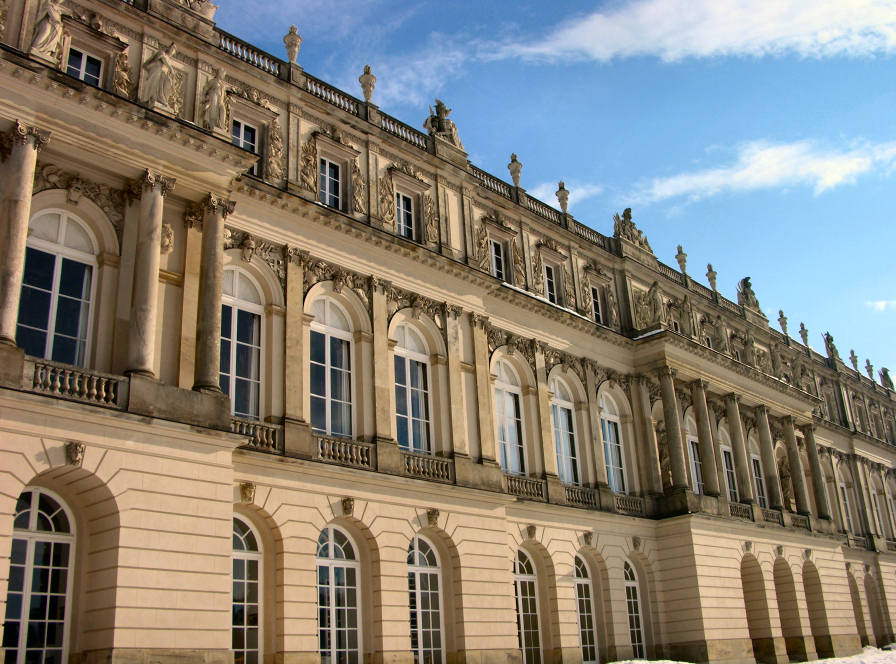
Fațada castelului
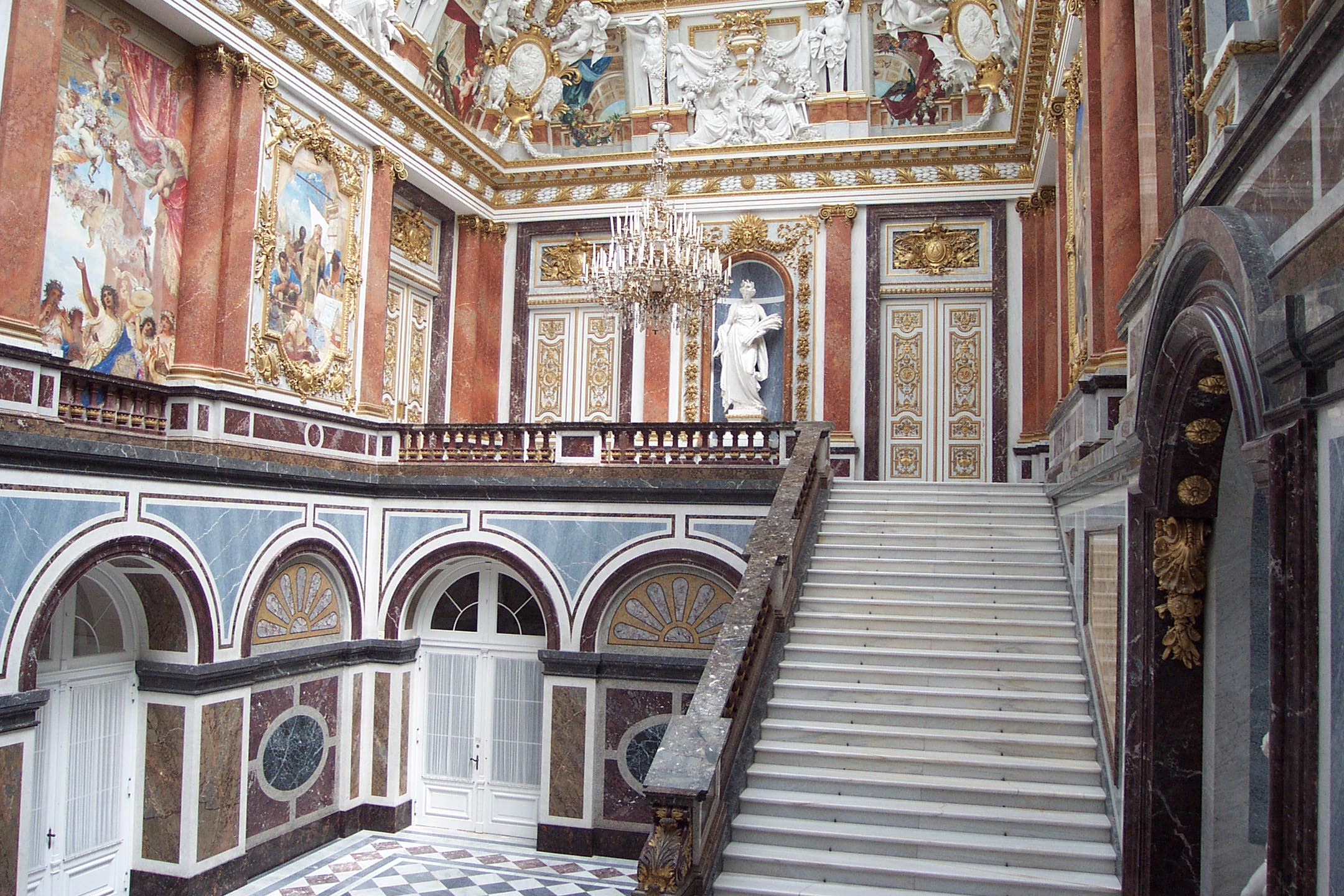
Interior
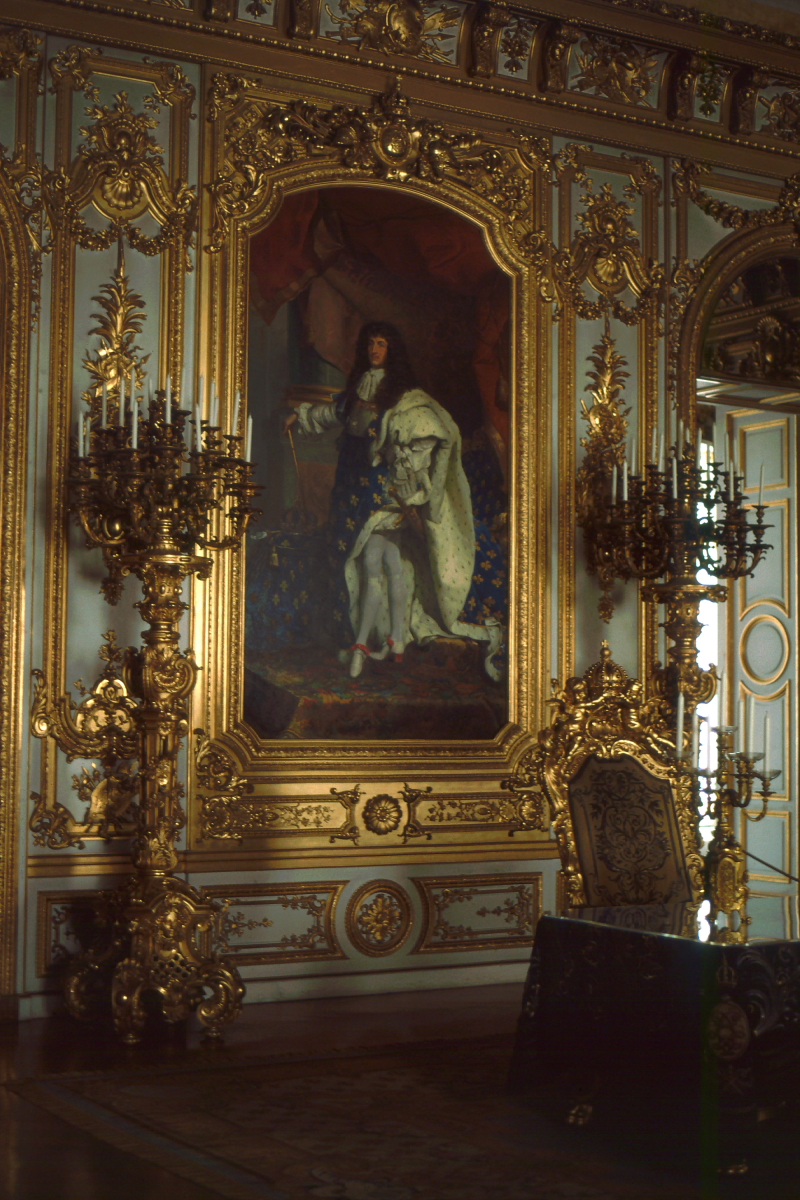
Portretul lui Ludovic al XIV-lea
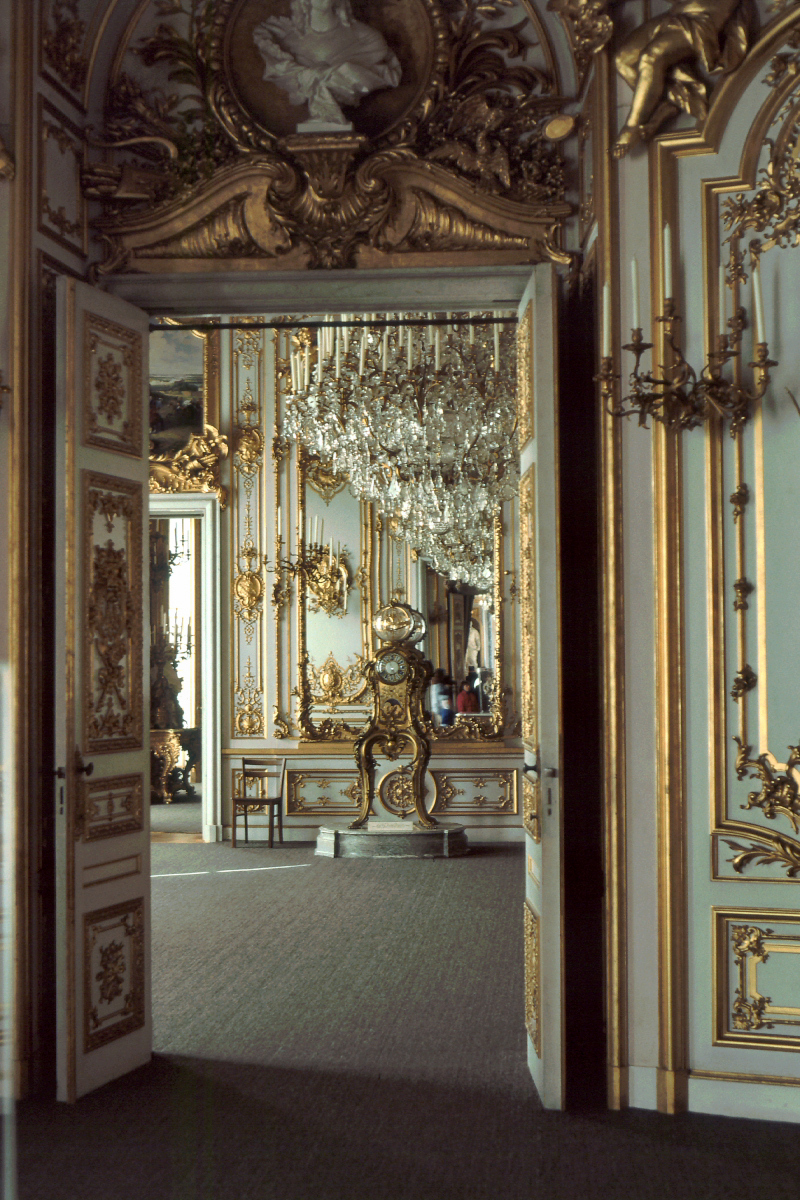
Camera de lucru (Arbeitzimmer) în stil  rococo este asemănătoare cu Cabinet de travail al lui Ludovic al XIV-lea de la Versailles
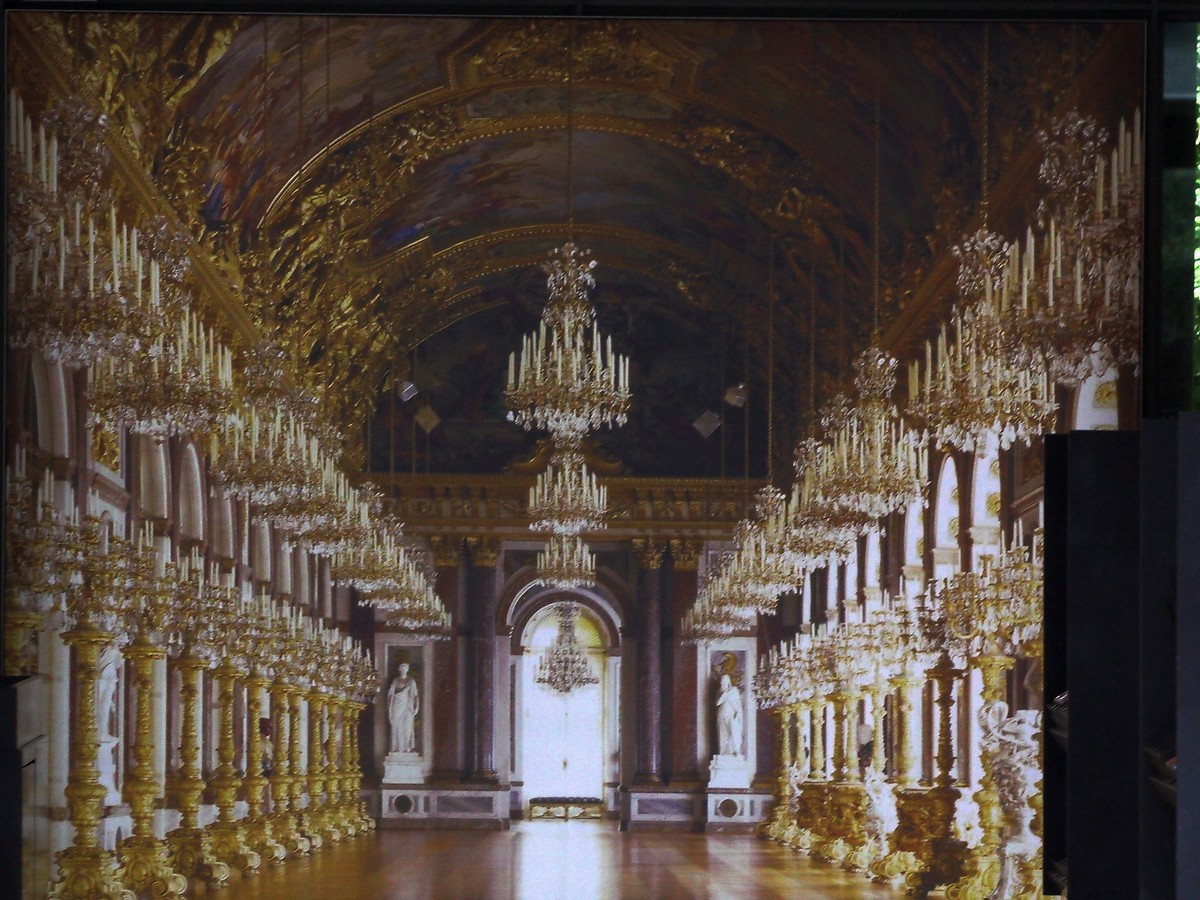
Castelul Herrenchiemsee : Sala Oglinzilor
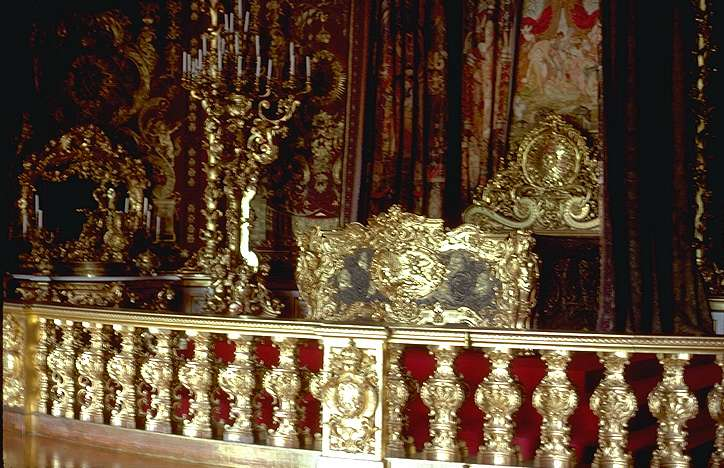
Castelul Herrenchiemsee : Dormitorul regelui
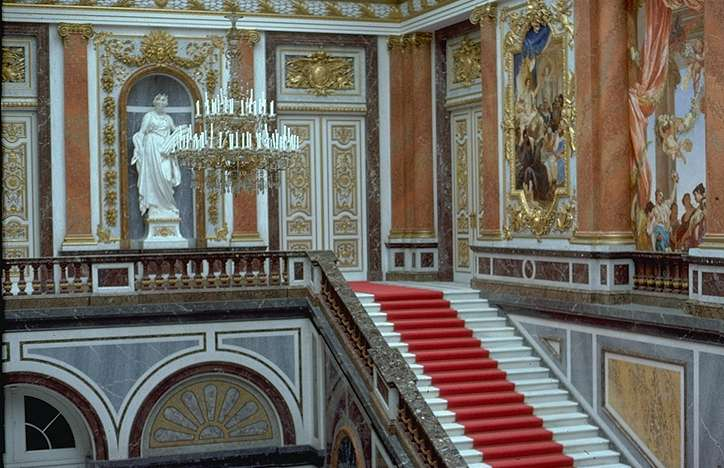
Castelul Herrenchiemsee : Scara Ambasadorilor
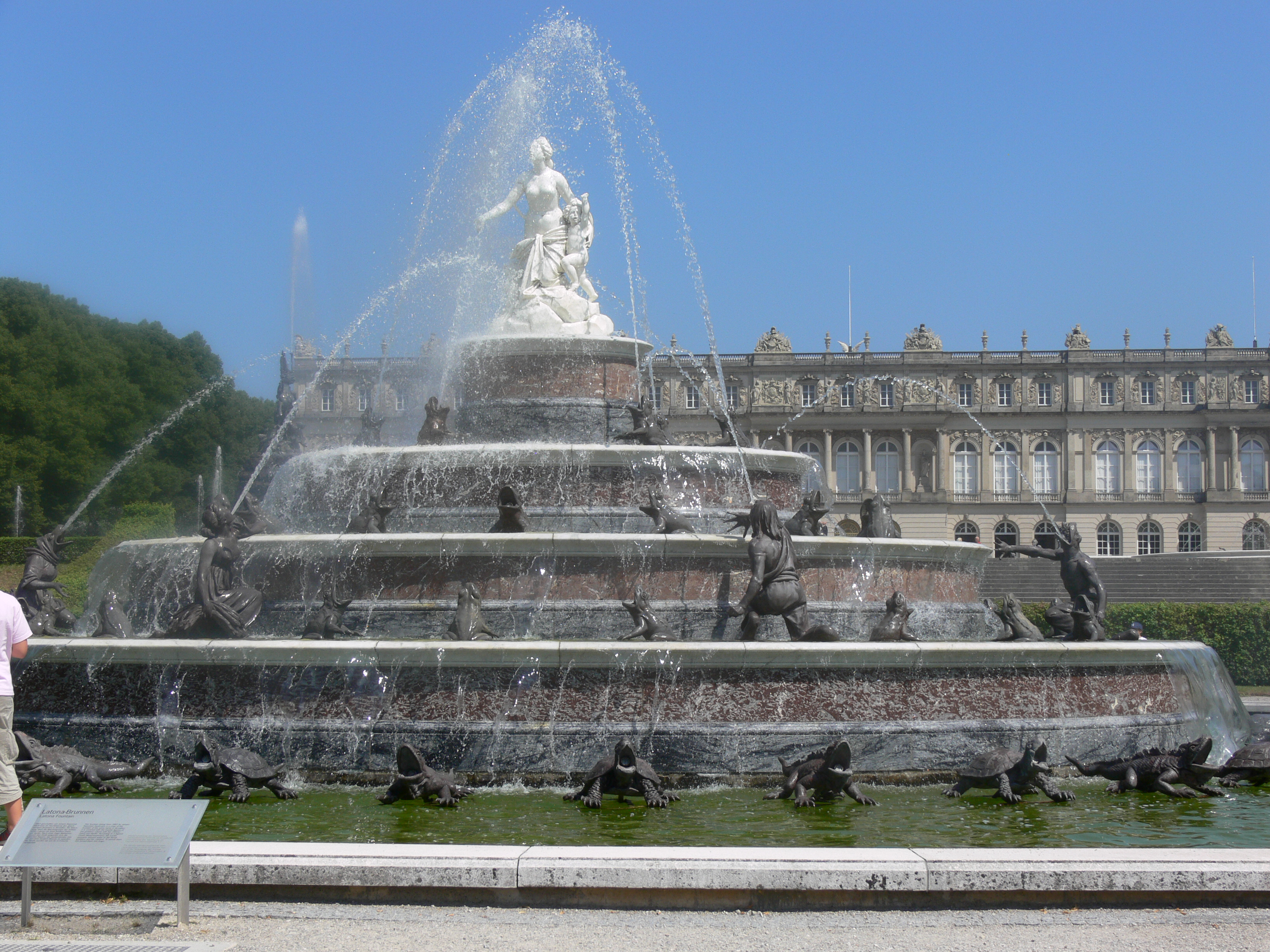
Fântâna Latona, 1883
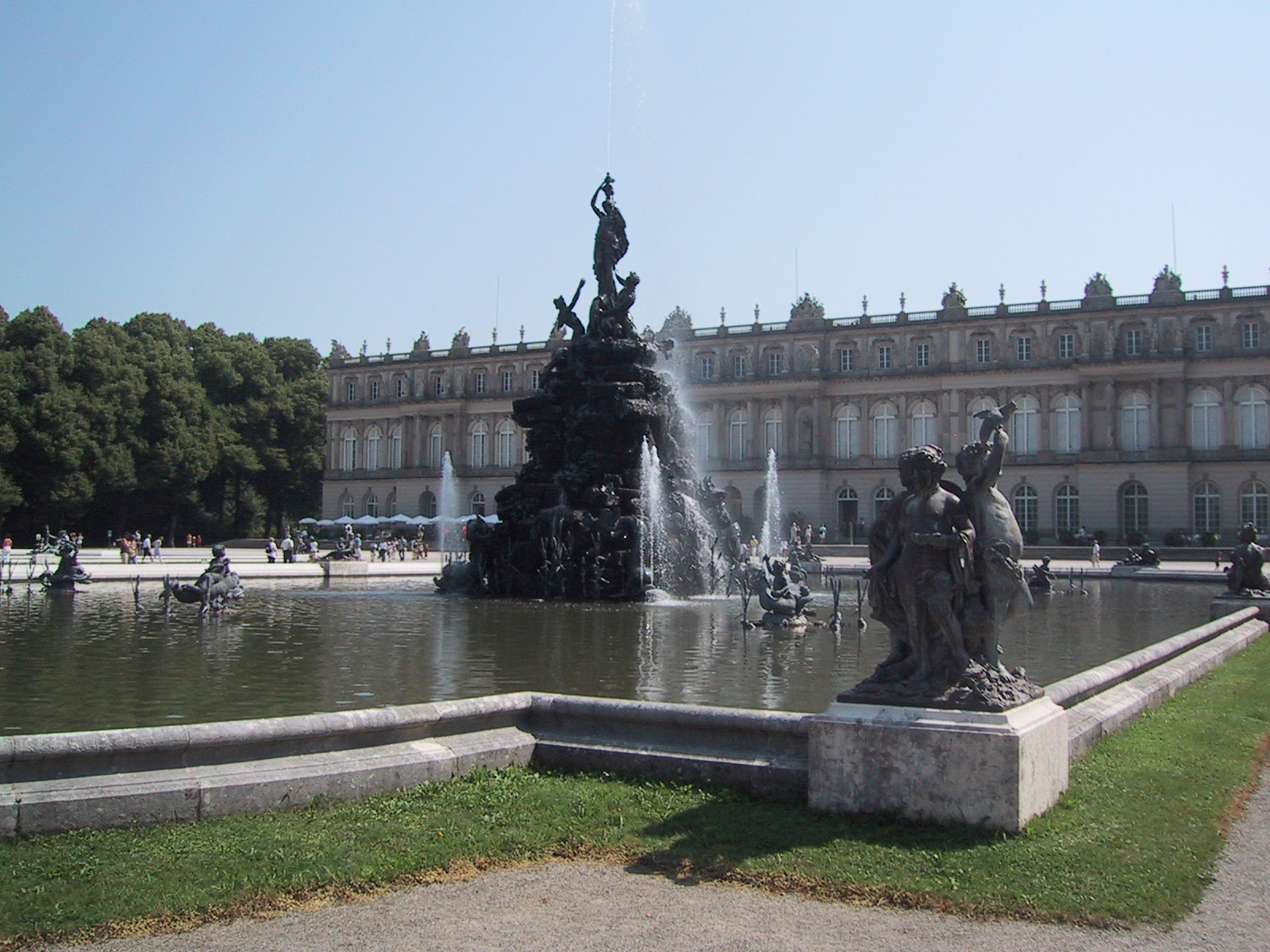
Fântâna Fortuna, 1884-1885
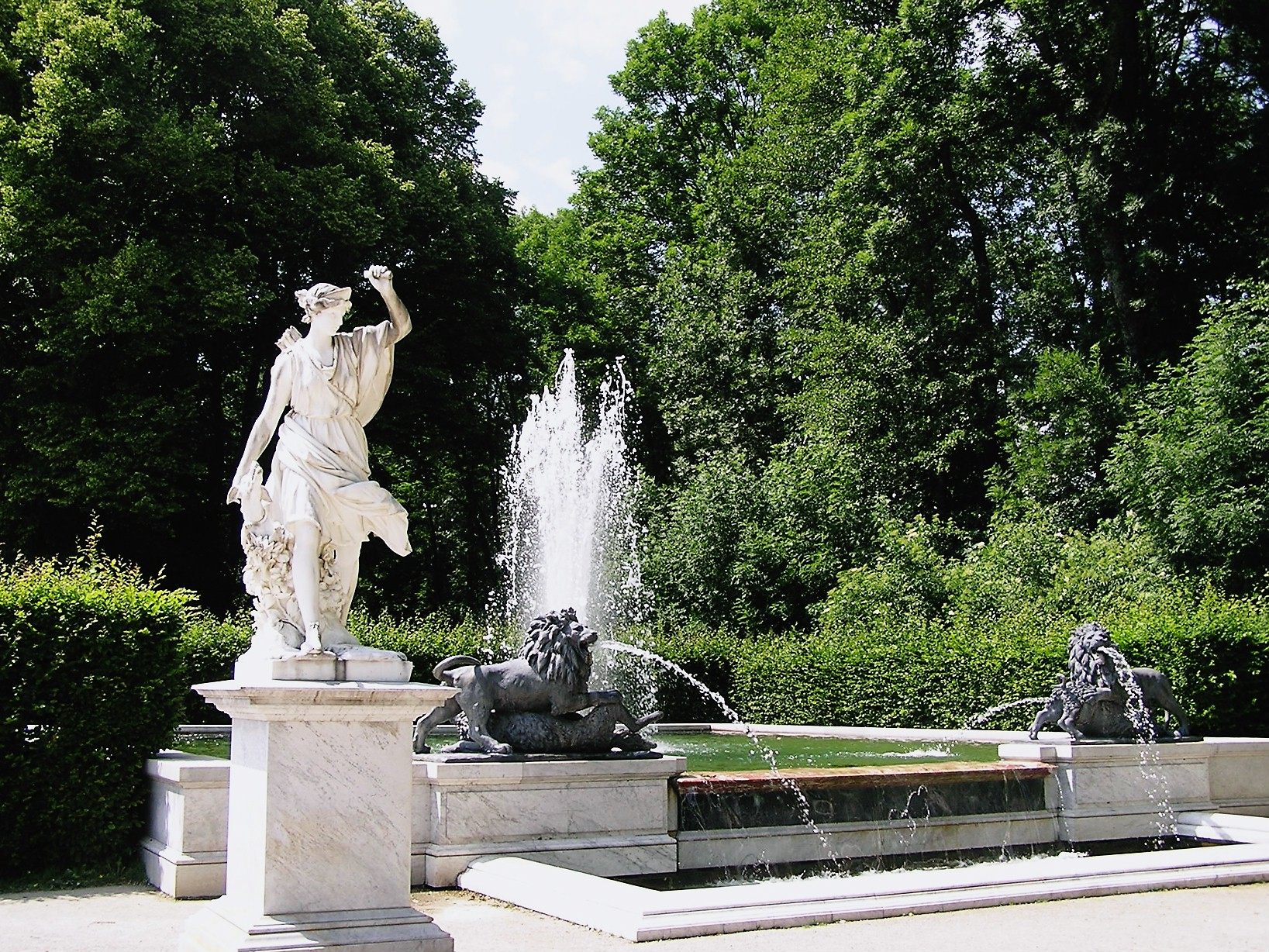
Una din fântânile din grădina castelului